# Lizzie Fletcher
Pour les articles homonymes, voir Fletcher.
Lizzie Fletcher, née le 13 février 1975 à Houston, est une femme politique américaine. Membre du Parti démocrate, elle est élue du Texas à la Chambre des représentants des États-Unis depuis 2019.

## Biographie
Elle est réélue lors des élections de 2020, 2022 et 2024.